# Karl Herbert (Politiker)

Karl Herbert

Karl Herbert (* 26. Januar 1883 in Zirkenbach, heute Fulda; † 26. Mai 1949 ebenda) war ein deutscher Politiker (Zentrumspartei).

## Leben und Wirken
Karl Herbert wurde als Sohn eines selbständigen Landwirtes geboren. Nach dem Besuch der Volksschule in Johannesberg im Kreis Fulda (1889 bis 1897) und des Gymnasiums in Fulda (1897 bis 1902; bis zur Obersekundareife) begann er auf dem landwirtschaftlichen Betrieb seines Vaters zu arbeiten. 
Politisch organisierte Herbert sich in der katholischen Zentrumspartei. 1909 übernahm er das Bürgermeisteramt in seiner Heimat Zirkenbach. 1912 wurde er zudem Mitglied des Kreistages von Fulda und 1919 Mitglied des Kommunallandtages von Kassel. Von Juni 1920 bis Mai 1924 saß er schließlich als Abgeordneter im ersten Reichstag der Weimarer Republik, in dem er den Wahlkreis 21 (Hessen-Nassau) vertrat.